# Orbilia aurantiorubra
Orbilia aurantiorubra är en svampart som beskrevs av Boud. 1906. Orbilia aurantiorubra ingår i släktet Orbilia och familjen vaxskålar.   Inga underarter finns listade i Catalogue of Life.